# Baldwin Park (Kalifornia)
Baldwin Park – miasto w Stanach Zjednoczonych, w stanie Kalifornia, w hrabstwie Los Angeles. W 2010 zamieszkiwało je 75 390 osób. Miasto leży na wysokości 114 metrów n.p.m. i zajmuje powierzchnię 17,5 km².
Prawa miejskie uzyskało 25 stycznia 1956.